# Arboretum Wolfsburg
Das Arboretum Wolfsburg (auch Arboretum der Stadt Wolfsburg) befindet sich am Brunnen- und Quellenweg im Stadtwald in der Nähe des Wolfsburger Stadtteils Rabenberg, neben der Tommyquelle und dem Stemmelbach.

## Geschichte und Beschreibung
Das Arboretum wurde Anfang der 1990er Jahre angelegt. Am 15. Mai 2013 wurde das Arboretum nach einer Neugestaltung in Anwesenheit des Oberbürgermeisters von Wolfsburg, Klaus Mohrs, und dem Präsidenten der Niedersächsischen Landesforsten, Klaus Merker, und Gästen aus Politik, Wirtschaft und Vereinen erneut eingeweiht und eröffnet. In der Eröffnungsrede sagte Klaus Mohrs u. a. „Der Wald ist ein wohltuender Kontrast zur Planbarkeit der Stadt“, und er bedankte sich bei allen, die am Projekt mitgewirkt haben.
Der Baumlehrpfad hat drei Eingänge und verfügt über eine Sammlung von mehr als 60 verschiedenen größtenteils heimischen Baum- und Straucharten. Dazu gibt es eine Schutzhütte, Sitzbänke, ein Insektenhotel, eine Totholzbrücke, die vom THW gebaut wurde und zehn Informationstafeln zum Thema Baumwissen mit folgenden Themen: 1. Bäume sind Zeitzeugen, 2. Riesen der Neuzeit, 3. Wie funktioniert eigentlich ein Baum?, 4. Jahrringe, 5. Der Stamm, 6. Die Rinde, 7. Die Wurzel, 8. Die Baumkrone, 9. Totholz – ganz lebendig! und 10. Der Wald steht schwarz und schweiget...